# Grgur V. Šubić Bribirski
Grgur V. Šubić Bribirski (?, o. 1300. - ?, oko 1374.), hrvatski velikaš iz roda Šubića, knezova Bribirskih. Bio je šibenski, bužanski i rapski knez. Zaslužan je za utemeljenje ogranka roda, knezova Zrinskih.

## Životopis
Grgur V. je bio najmlađi sin hrvatskog bana Pavla I. († 1312.), a u izvorima se spominje već od ranog djetinjstva (1301.) kao knez Tropolja, zajedno s braćom. Godine 1305. imenovan je knezom Šibenika, a kao mladić sudjelovao je 1318. godine, s banom Mladenom II. u ratu protiv raškog kralja Uroša II. Milutina.
U događajima vezanima uz pad bana Mladena II., vjerojatno je podržavao brata Pavla II. Kao mletački saveznik iskazao se u ratu protiv akvilejskog patrijarha u Istri 1335. godine. Nakon smrti brata Pavla II., kao skrbnik njegova maloljetnog sina Jurja III., postigao je sporazum s kraljem Ludovikom I. te mu predao Ostrovicu u zamjenu za tvrdi grad Zrin, 1347. godine. Od kralja je, zajedno s nećakom, dobio i položaj bužanskoga kneza, koji je držao tijekom kasnih 40-ih i u 50-im godinama 14. stoljeća.
Poslije sklapanja Zadarskog mira (1358.) između Ludovika I. i Mletačke Republike, napustio je sjeverne krajeve i prihvatio službu rapskog kneza te je najvjerojatnije ostao na tom položaju do smrti. Tom prilikom stupio je u sukob s nećakom Jurjem I., budući da je izdvojio Bužane kao svoj posjed koji je 1361. godine vratio kralju u zamjenu za novčanu kompenzaciju.
Žena mu je bila kneginja Katarina Kaminska, a imao je kći Katarinu Bužansku, udanu za Nikolu Totha Susedgradskog.